# Sam Lowes
Ne pas confondre avec Alex Lowes, son frère jumeaux, également pilote de moto.
Sam Lowes, né le 14 septembre 1990 à Lincoln (Lincolnshire), est un pilote de vitesse moto britannique. Il est champion du Monde Supersport en 2013 sur une Yamaha YZF R6.

## Carrière

### 2014: Début en Moto2
Après son titre en Supersport, Il était programmé pour courir dans le championnat du monde Superbike en 2014 avec Yakhnich, au lieu de cela, il a choisi de rejoindre le Championnat du Monde Moto2 avec l' équipe Speed Up , signant un contrat de deux ans avec l'équipe.

### 2015-2016: Bagarre aux avant-postes

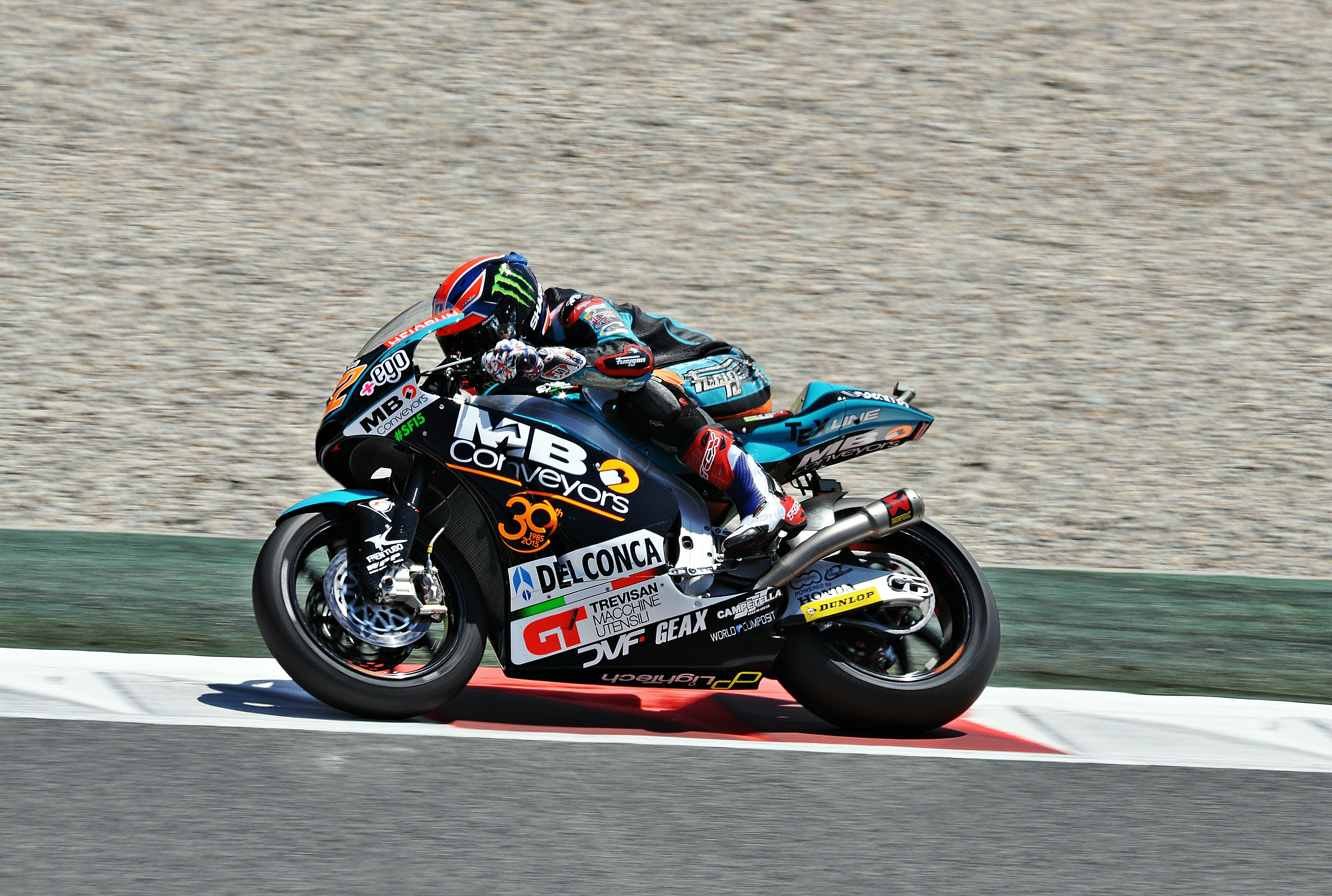
Sam Lowes au Grand Prix de Catalogne en 2015

En 2015, il remporte son premier Grand Prix en moto2 au Grand Prix des Amériques devant Johann Zarco, ça sera sa seule victoire cette saison. Il termine 4e du championnant avec 186 points.
En 2016, Lowes signe un contrat de trois ans soutenu par Aprilia , lui permettant de continuer en Moto2 en 2016 avec l'équipe Gresini et de passer du châssis Speed Up a celui de la Kalex. En plus de cela, Sam Lowes devient le pilote d'essai officiel d'Aprilia en MotoGP. Il termine 5e du championnant avec 175 points.

### 2017: Saison délicate en MotoGP avec Aprilia
En 2017, Sam Lowes signe avec Aprilia en MotoGP pour deux saisons aux côtés Aleix Espargaró mais sa saison fut catastrophique, il ne marque que deux fois des points sur l'ensemble de la saison. À la suite de cette contre-performance, Aprilia casse le contrat et remplace Lowes par Scott Redding pour la saison 2018.

### 2018-2019: Retour difficile en Moto2
Sam Lowes est revenu en Moto2 pour la saison 2018, pilotant une moto KTM pour l'équipe Swiss Innovative Investors, en partenariat avec Iker Lecuona. Il a remplacé Thomas Lüthi, qui a rejoint le MotoGP avec l'équipe EG 0,0 Marc VDS. Lowes a terminé 16e du championnat des pilotes, marquant 49 points, et il n'a pas réussi à marquer un seul tour, podium, victoire ou pole position pour la première fois depuis ses débuts en Moto2 en 2014.
Le 21 août 2018, il a été annoncé que Lowes rejoindrait Gresini Racing pour la saison 2019, en remplacement de Jorge Navarro qui passera à Speed Up. Mais il ne fera pas mieux que la saison précédente, il termine 16e du championnat avec 66 points. 

### 2020: Bagarre pour le titre
Le 6 septembre 2019, il a été annoncé que Lowes rejoindrait le Team Estrella Galicia 0,0 Marc VDS pour 2020, en remplaçant avec Alex Marquez qui lui est monté en MotoGP.

### 2021: Victoire d'entrée au Qatar
En 2021, il reste dans la même équipe. Il obtient la pole position et la victoire au Qatar.

## Résultats en championnat du monde Supersport

### Par saison
| Année | Cat.       | Moto   | Grand Prix | Victoires | Podiums | Pôles | Meilleurs Tours | Points | Position |
| ----- | ---------- | ------ | ---------- | --------- | ------- | ----- | --------------- | ------ | -------- |
| 2009  | Supersport | Honda  | 5          | 0         | 0       | -     | -               | 0      | NC       |
| 2010  | Supersport | Honda  | 1          | 0         | 0       |       |                 | 6      | 25e      |
| 2011  | Supersport | Honda  | 12         | 0         | 6       |       |                 | 129    | 6e       |
| 2012  | Supersport | Honda  | 13         | 2         | 6       |       |                 | 172    | 3e       |
| 2013  | Supersport | Yamaha | 13         | 6         | 11      |       |                 | 250    | Champion |

## Résultats en championnat du monde de vitesse moto

### Par saison
(Mise à jour après le  Grand Prix moto de la Communauté valencienne 2021)
| Année | Cat.   | Équipe                     | Grands Prix | Victoires | Podium | Pôles | Meilleurs Tours | Points | Position |
| ----- | ------ | -------------------------- | ----------- | --------- | ------ | ----- | --------------- | ------ | -------- |
| 2014  | Moto2  | Speed Up                   | 18          | 0         | 0      | 0     | 0               | 69     | 13e      |
| 2015  | Moto2  | Speed Up                   | 18          | 1         | 5      | 3     | 1               | 186    | 4e       |
| 2016  | Moto2  | Kalex                      | 18          | 2         | 6      | 5     | 2               | 175    | 5e       |
| 2017  | MotoGP | Aprilia Racing Team        | 18          | 0         | 0      | 0     | 0               | 5      | 25e      |
| 2018  | Moto2  | Swiss Innovative Investors | 18          | 0         | 0      | 0     | 0               | 49     | 16e      |
| 2019  | Moto2  | Kalex                      | 19          | 0         | 0      | 0     | 0               | 66     | 16e      |
| 2020  | Moto2  | Kalex                      | 14          | 3         | 7      | 3     | 3               | 196    | 3e       |
| 2021  | Moto2  | Kalex                      | 18          | 3         | 5      | 6     | 3               | 190    | 4e       |
| Total |        |                            | 141         | 9         | 23     | 17    | 9               | 936    |          |

- saison en cours

### Statistiques par catégorie
(Mise à jour après le  Grand Prix moto de la Communauté valencienne 2021)
| Catégorie | Année           | 1er GP   | 1er Podium | 1re Victoire | Courses | Victoires | Podiums | Pole | M.tours¹ | Points | Titres |
| --------- | --------------- | -------- | ---------- | ------------ | ------- | --------- | ------- | ---- | -------- | ------ | ------ |
| Moto2     | 2014-2016 2018- | QAT 2014 | USA 2015   | USA 2015     | 123     | 9         | 23      | 17   | 9        | 936    | 0      |
| MotoGP    | 2017            | QAT 2017 |            |              | 18      | 0         | 0       | 0    | 0        | 5      | 0      |
| Total     | 2014-           |          |            |              | 141     | 9         | 23      | 17   | 9        | 936    | 0      |

### Par course
| Année | Catégorie | Équipe   | 1       | 2       | 3       | 4       | 5       | 6       | 7       | 8       | 9       | 10      | 11      | 12      | 13      | 14     | 15      | 16      | 17      | 18      | 19      | Pos | Points |
| ----- | --------- | -------- | ------- | ------- | ------- | ------- | ------- | ------- | ------- | ------- | ------- | ------- | ------- | ------- | ------- | ------ | ------- | ------- | ------- | ------- | ------- | --- | ------ |
| 2014  | Moto2     | Speed Up | QAT 6   | AME 16  | ARG 8   | ESP Ab. | FRA 9   | ITA 8   | CAT Ab. | NED Ab. | GER 20  | IND 24  | CZE Ab. | GBR 7   | RSM 18  | ARA 9  | JPN Ab. | AUS 5   | MAL Ab. | VAL 7   |         | 13e | 69     |
| 2015  | Moto2     | Speed Up | QAT Ab. | AME 1   | ARG 3   | ESP 20  | FRA 4   | ITA 4   | CAT 4   | NED 3   | GER 5   | IND Ab. | CZE 5   | GBR 6   | RSM Ab. | ARA 3  | JPN 8   | AUS 2   | MAL 13  | VAL 5   |         | 4e  | 186    |
| 2016  | Moto2     | Kalex    | QAT 9   | ARG 2   | AME 2   | ESP 1   | FRA 6   | ITA 3   | CAT 6   | NED 4   | GER Ab. | AUT Ab. | CZE 3   | GBR 21  | RSM Ab. | ARA 1  | JAP Ab. | AUS Ab. | MAL Ab. | VAL     |         | 5e  | 162    |
| 2017  | MotoGP    | Aprilia  | QAT 18  | ARG Ab. | AME Ab. | SPA 16  | FRA 14  | ITA 19  | CAT 19  | NED Ab. | GER Ab. | CZE 18  | AUT 20  | GBR Ab. | RSM Ab. | ARA 22 | JPN 13  | AUS 19  | MAL Ab. | VAL Ab. |         | 25e | 5      |
| 2018  | Moto2     | KTM      | QAT Ab. | ARG 13  | AME 24  | SPA 8   | FRA 13  | ITA Ab. | CAT 9   | NED 9   | GER 5   | CZE 9   | AUT Ab. | GBR C   | RSM Ab. | ARA 20 | THA Ab. | JPN 17  | AUS 14  | MAL 15  | VAL Ab. | 16e | 49     |
| 2019  | Moto2     | Kalex    | QAT 6   | ARG Ab. | AME 7   | SPA Ab. | FRA Ab. | ITA 9   | CAT 9   | NED Ab. | GER 11  | CZE Ab. | AUT 24  | GBR Ab. | RSM 5   | ARA 5  | THA Ab. | JPN Ab. | AUS 20  | MAL Ab. | VAL 10  | 16e | 66     |
| 2020  | Moto2     | Kalex    | QAT DNS | SPA 4   | ANC 4   | CZE 2   | AUT 4   | STY DSQ | RSM 8   | EMI 3   | CAT 2   | FRA 1   | ARA 1   | TER 1   | EUR Ab. | VAL 14 | POR 3   |         |         |         |         | 3e  | 196    |
| 2021  | Moto2     | Kalex    | QAT 1   | DOA 1   | POR Ab. | SPA 3   | FRA Ab. | ITA Ab. | CAT 7   | GER 5   | NED 4   | STY 14  | AUT 4   | GBR 4   | ARA Ab. | RSM 4  | AME Ab. | EMI 1   | ALR 3   | VAL 7   |         | 4e  | 190    |

## Palmarès

### Victoires en Moto2: 10
| Année | Lieu du Grand Prix            | Circuit                               | Ville                |
| ----- | ----------------------------- | ------------------------------------- | -------------------- |
| 2015  | Grand Prix moto des Amériques | Circuit des Amériques                 | Comté de Travis      |
| 2016  | Grand Prix moto d'Espagne     | Circuit permanent de Jerez            | Jerez de la Frontera |
| 2016  | Grand Prix moto d'Aragon      | Circuit Motorland Aragon              | Alcañiz              |
| 2020  | Grand Prix moto de France     | Circuit Bugatti                       | Le Mans              |
| 2020  | Grand Prix moto d'Aragon      | Circuit Motorland Aragon              | Alcañiz              |
| 2020  | Grand Prix de Teruel          | Circuit Motorland Aragon              | Alcañiz              |
| 2021  | Grand Prix moto du Qatar      | Circuit international de Losail       | Doha                 |
| 2021  | Grand Prix moto de Doha       | Circuit international de Losail       | Doha                 |
| 2021  | Grand Prix d'Émilie-Romagne   | Misano World Circuit Marco Simoncelli | Misano               |
| 2023  | Grand Prix moto d'Espagne     | Circuit permanent de Jerez            | Jerez de la Frontera |

## Sources, notes et références
- (en) Cet article est partiellement ou en totalité issu de l’article de Wikipédia en anglais intitulé « Sam Lowes » (voir la liste des auteurs).